# Robert Chessex
Robert Chessex (* 10. Januar 1904 in Lausanne; † 22. April 1987) war ein Schweizer Schriftsteller.

## Leben
Robert Chessex wuchs in Montreux auf und studierte Ökonomie an der Universität Lausanne. Danach war er als Film- und Fernseh-Regieassistent, als Hörfunkproduzent sowie als Übersetzer tätig. Als Autor verfasste er Hörspiele, Theaterstücke und Gedichte.
Er gehörte 1944 zu den Mitgründern der Association des écrivains vaudois und war Mitglied des Schweizerischen Schriftstellerverbands (SSV).

## Auszeichnungen
- 1934: Hörspielpreis von Radio Suisse Romande

## Werke

### Lyrik
- Approches, Lausanne 1932
- De la nuit, Lausanne 1941

### Hörspiele
- La passion de Roncevaux (1934)
- Le bombardement de San Fernando (1936)

### Theaterstücke
- Entr’acte (1940)
- La foire au mariage (1940)
- Wer verloren hat, gewinnt (1949)
- Grandeur naturelle (1953)
- Le vingtième homme (1960)
- Accord secret (1970)